# Izmail Ivanovič Srezněvskij
Izmail Ivanovič Srezněvskij (rusky Измаил Иванович Срезневский; 13. června 1812 Jaroslavl, Ruské impérium – 21. února 1880 Petrohrad, Ruské impérium) byl ruský filolog a slavista.

## Životopis
V letech 1829–1837 působil jako úředník v Charkově. V roce 1842 se stal profesorem dějin slovanské literatury v Charkově a od roku 1846 zastával tuto funkci v Petrohradě. V roce 1851 se stal mimořádným členem a v roce 1854 řádným členem Petrohradské akademie věd.
Od 30. let 19. století se zabýval slovanskou, zejména jihoruténskou lidovou slovesností a etnografií. V letech 1839-1842 podnikl cestu do Německého spolku a některých slovanských krajin. Po návratu do Ruského impéria se věnoval ruské a slovanské jazykovědné problematice.

## Srezněvskij a Slovensko
V roce 1842 strávil od března pět měsíců na Slovensku. Osobně poznal Ľudovíta Štúra, Jána Hollého, Pavla Josefa Šafaříka a Jána Kollára. Slovenskou tematikou se zabývá ve dvou pracích: Slovackije pjesni (Charkov 1832; obsahuje písně zapsané od slovenských podomních obchodníků) a Putěvyje pisma I. I. Srezněvskogo iz slavianskich zemeľ (1895; sbírka, která obsahuje Srezněvského korespondenci s matkou o pobytu na Slovensku). V jeho pozůstalosti se zachovalo hodně národopisného a dialektologického materiálu o Slovensku.